# The Sims Historie: Z życia wzięte
The Sims Historie: Z życia wzięte (ang. The Sims: Life Stories) – pierwsza z trzech części pobocznego cyklu gier The Sims – The Sims Historie. Gra wykorzystuje silnik graficzny The Sims 2 i kilka elementów z jej dodatków. Gra została wydana w Polsce 9 lutego 2007 roku przez Electronic Arts.

## Rozgrywka
Gra zawiera dwa tryby rozgrywki – fabularny oraz swobodny. Została zaprojektowana z myślą o komputerach przenośnych.

### Tryb fabularny
W rozgrywce fabularnej istnieje możliwość rozegrania dwóch trybów opowieści. Gracz otrzymuje specjalne zadania do wykonania. W miarę postępów w zabawie odblokowuje nagrody, które można następnie umieścić w swoim domu. Po ukończeniu wszystkich zadań gra zmienia się w zwykłą rozgrywkę swobodną znaną z innych części The Sims.

#### Historia Renii
Pierwsza historia opowiada losy Renii Sianko. Renia przez utratę pracy i zadłużenie sprzedała swój dom w SimCity i przeprowadziła się do swojej cioci Szarloty do miasteczka Cztery Kąty, gdzie próbuje ułożyć swoje życie na nowo. W krótkim czasie Renia zaczyna romansować ze swoim sąsiadem oraz byłym chłopakiem, przez co popada w konflikt z Anetą. W międzyczasie jej ciocia zaginęła. Zadaniem gracza jest uporządkowanie życia bohaterki. Po ukończeniu historii odblokowana zostaje druga historia, a rozgrywka przekształca się w tryb swobodny.

#### Historia Wincentego
W drugiej historii gracz wciela się w bogatego biznesmena i dyrektora przedsiębiorstwa zajmującego się produkcją i umieszczaniem na orbicie okołoziemskiej sztucznych satelitów – Wincentego Kotwicę. Bohater posiada pokaźną rezydencję w niewielkim Bitowie. Gra rozpoczyna się od jego powrotu z ważnej delegacji. Wincenty zostaje zaskoczony przez swoją dziewczynę – Samantę, która po kilku tygodniach znajomości proponuje mu ślub. Wincenty odmawia, a po wejściu do swojego domu widzi stertę śmieci. Jego przyjaciele, Grzesiek i Szarak, widząc, że Wincenty jest przygnębiony, proponują wyjście do kręgielni, gdzie bohater poznaje miłą dziewczynę, Natalię. Nie jest jednak pewny swego wyboru, dlatego, założywszy konto w internetowym serwisie randkowym, przeżywa jeszcze wiele sercowych perypetii i rozczarowań. Celem gracza jest znalezienie Wincentemu żony. Podobnie jak w poprzedniej historii, po zakończeniu rozgrywka kontynuowana jest w trybie swobodnym.

### Tryb swobodny
Tryb klasyczny przypomina znany z tradycyjnej odmiany gier The Sims swobodną, nieregulowaną fabularnymi zadaniami, rozgrywkę. Możemy stworzyć własnych Simów i ich dom, a następnie samemu decydować o tym, w jaki sposób poradzą sobie w życiu. W grze mamy możliwość grania w Czterech Kątach, znanych z historii Renii.